# یک روز بخصوص (فیلم ۱۹۷۷)
یک روز بخصوص (به ایتالیایی: Una giornata particolare) فیلمی ایتالیایی است که در ۱۹۷۷ توسط اتوره اسکولا کارگردانی شده است. فیلم، داستان یک زن خانه‌دار با همسایه اش که درخانه مانند در یک روز که قرار است آدولف هیتلر، موسولینی را در رم ملاقات کند روایت می‌کند.

## خلاصه داستان
سال ۱۹۳۸ و همزمان با اولین دیدار هیتلر با موسولینی در رم برای اعلام همبستگی فاشیست‌ها و نازی‌ها، اغلب مردم شهر رم برای حضور در این واقعه تاریخی، خانه‌های خود را ترک می‌کنند. آنتونیا (با بازی سوفیا لورن) اما با تمامی علاقه‌ای که به رهبر فاشیست‌ها دارد با توجه به فضای مردسالارانه حاکم بر جامعه و خانواده‌اش، برای انجام امور روزمره به اجبار در خانه می‌ماند و همسرش که یک افسر فاشیست است به همراه شش فرزندش برای شرکت در این مراسم وی را ترک می‌کنند. با فرار مرغ مینای آنتونیا و پناه بردنش به خانه گابریل (با بازی مارچلو ماسترویانی) که به تنهایی در همسایگی آنتونیا زندگی می‌کند و یک آزادی‌خواه همجنس‌گرای منزوی است، رابطه‌ای عاطفی بین این دو آغاز می‌گردد؛ رابطه‌ای که سبب می‌شود آنتونیا برای اولین بار در زندگی‌اش معنای عشق و آزادی درک کند…

## توضیحات فیلم
- در ابتدای فیلم ، طرح توالی ای که اتوره اسکولا برای توصیف ساختمان می خواست یکی از پیچیده ترین و طولانی ترین نقشه های تاریخ سینمای ایتالیا است.
- صدای جان ورنون توسط بازیگر دیگری به ایتالیایی دوبله شد.
- این فیلم در ۸ مه ۱۹۳۸ اتفاق می افتد.
- شخصیت مارچلو ماسترویانی ، گابریل ، تا حدی براساس نونزیو فیلوگامو ، پخش کننده و مجری رادیو ایتالیا ساخته شده است. در طول دهه ۱۹۳۰ ، فیلوگامو به دلیل همجنس گرایی توسط رژیم فاشیست مورد آزار و اذیت قرار گرفت ، اما چنان محبوب مردم ایتالیا بود که دولت نمی توانست او را اخراج کند و یا از کشور تبعید کند. در عوض ، فیلوگامو موظف به همراه داشتن کارت پزشکی بود مبنی بر اینکه او همجنسگرا نیست (همانطور که گابریل عنوان می کند در فیلم ملزم به انجام این کار است).
- آهنگی که در قسمت آخر فیلم در پس زمینه شنیده می‌شود «سرود هورست وسل» (پرچم‌ها را برافرازید) است. این سرود رسمی حزب نازی ۱۹۳۰-۱۹۴۵ بود. در سال ۱۹۳۳ این آهنگ به دومین سرود ملی آلمان تبدیل شد. از زمان پایان جنگ جهانی دوم این ترانه در آلمان و اتریش ممنوع است.
- فیلم طی یک روز و در یک بلوک آپارتمانی کاملاً خالی اتفاق می افتد.

## جوایز و دستاوردها
- کاندید بهترین فیلم خارجی زبان و بازیگر مرد (مارچلو ماسترویانی) در جشنواره اسکار
- برنده بهترین فیلم خارجی از جشنواره سزار
- برنده بهترین کارگردانی و بازیگر زن (سوفیا لورن) از جوایز دیوید دی دوناتلو
- برنده بهترین فیلم خارجی و کاندید بازیگر مرد (مارچلو ماسترویانی) از گلدن گلوب
- برنده بهترین بازیگر زن (سوفیا لورن)، فیلمنامه و موسیقی (آرماندو ترووایولی) از ناسترو د آرژنتو